# Хенри (окръг, Джорджия)
Вижте пояснителната страница за други значения на Хенри.
Окръг Хенри (на английски: Henry County) е окръг в щата Джорджия, Съединени американски щати. Площта му е 839 km², а населението - 201 343 души. Административен център е град Макдъна.